# マイカル・マルダー
- マイカル・ムルダー
- マイカル・モルダー

マイカル・マルダー（Mychal Mulder , 1994年6月12日 - ）は、カナダ・オンタリオ州エトビコ出身のプロバスケットボール選手。ポジションはSG。

## 経歴
オンタリオ州ウィンザーの高校を卒業後渡米し、2013年にインディアナ州ビンセンズのビンセンズ大学に留学。2年間で平均15.7得点6.4リバウンドを記録。2015年にケンタッキー大学に転校。しかし、転校後の2年間は平均4.7得点に終わり、出場時間も約10分にとどまり、NBA入りへの十分などアピールが出来ず、2017年のNBAドラフトでも指名外に終わった。
その後NBAゲータレード・リーグ (Gリーグ)のドラフトでウィンディシティ・ブルズから全体8位で指名され、Gリーグでプロデビュー。2年間プレーし、平均13.7得点4.1リバウンド1.6アシストを記録。
2019年9月16日、マイアミ・ヒートとトレーニングキャンプ契約を締結。10月23日に解雇され、傘下のスーフォールズ・スカイフォースに送られた。
2020年2月27日、ゴールデンステート・ウォリアーズと10日間契約を締結し、念願のNBA入りが実現。当時のウォリアーズはステフィン・カリーとクレイ・トンプソンがシーズン全休を強いられ、リーグ最下位と低迷していたこともあり、マルダーに多くを出場機会が与えられ、2度目の10日間契約を経て3月10日に複数年契約を締結。2020-21シーズンもトンプソンが再び負傷で全休となった為に出場機会を得ることになり、2021年のNBAオールスターゲームでは、ライジングチャレンジのメンバーに選出された。4月27日のダラス・マーベリックス戦では自己最高の26得点を記録。2020-21シーズンは60試合5.6得点を記録。しかし、2021-22シーズンはトンプソンに復帰の目処が立ったこともあり、シーズン開幕前の10月17日に解雇。同月26日にオーランド・マジックと2ウェイ契約を結んだ。しかし、2022年1月6日に解雇された。
2022年3月3日、スーフォールズ・スカイフォースと契約した。

## 個人成績

### NBA

#### レギュラーシーズン
| シーズン | チーム | GP | GS | MPG  | FG%  | 3P%  | FT%   | RPG | APG | SPG | BPG | PPG  |
| -------- | ------ | -- | -- | ---- | ---- | ---- | ----- | --- | --- | --- | --- | ---- |
| 2019–20  | GSW    | 7  | 3  | 29.1 | .388 | .308 | .750  | 3.3 | 1.1 | .3  | .1  | 11.0 |
| 2020–21  | GSW    | 60 | 6  | 12.8 | .449 | .397 | .636  | 1.0 | .4  | .2  | .2  | 5.6  |
| 2021–22  | ORL    | 15 | 2  | 13.0 | .299 | .283 | 1.000 | 1.4 | .2  | .3  | .1  | 3.7  |
| 通算     | 通算   | 82 | 11 | 14.2 | .414 | .365 | .694  | 1.3 | .5  | .2  | .2  | 5.7  |

## 人物
- 「マイカル』(Mychal)の名は、マイカル・トンプソンに因んで名付けられた。